# Adolphe Maugendre
Pour les articles homonymes, voir Maugendre.
Adolphe Maugendre, né le 21 avril 1809 à Ingouville, aujourd'hui faubourg du Havre, et mort le 21 janvier 1895 à Paris, est un peintre paysagiste, dessinateur et lithographe français.
Spécialisé dans les paysages et les édifices, Maugendre a réalisé de nombreuses lithographies illustrant, entre autres, la Normandie. Il est connu pour son souci du détail et son exactitude dans ses représentations.
Certaines de ses œuvres sont conservées au musée d'Evreux, dont une vue panoramique de la ville .

## Élève
- Pierre-Victor Dautel (1873 - 1951), graveur médailleur